# Rečka
Rečka (izvirno srbsko Речка) je naselje v Srbiji, ki upravno spada pod Občino Negotin; slednja pa je del Borskega upravnega okraja.

## Demografija
V naselju živi 424 polnoletnih prebivalcev, pri čemer je njihova povprečna starost 54,8 let (53,1 pri moških in 56,3 pri ženskah). Naselje ima 179 gospodinjstev, pri čemer je povprečno število članov na gospodinjstvo 2,62.
To naselje je, glede na rezultate popisa iz leta 2002, večinoma srbsko, a v času zadnjih treh popisov je opazno zmanjšanje števila prebivalcev.
|  |

| Demografija | Demografija     | Demografija     |
| Leto        | Št. prebivalcev | Št. prebivalcev |
| ----------- | --------------- | --------------- |
|             |                 |                 |
|             |                 |                 |
|             |                 |                 |
|             |                 |                 |
| 1948        | 1235            |                 |
| 1953        | 1250            |                 |
| 1961        | 1194            |                 |
| 1971        | 1054            |                 |
| 1981        | 828             |                 |
| 1991        | 649             | 619             |
| 2002        | 520             | 469             |
|             |                 |                 |

| Etnična sestava po popisu iz leta 2002 | Etnična sestava po popisu iz leta 2002 | Etnična sestava po popisu iz leta 2002 | Etnična sestava po popisu iz leta 2002 | Etnična sestava po popisu iz leta 2002 |
| -------------------------------------- | -------------------------------------- | -------------------------------------- | -------------------------------------- | -------------------------------------- |
| Srbi                                   | Srbi                                   |                                        | 461                                    | 98,29%                                 |
| Bolgari                                | Bolgari                                |                                        | 3                                      | 0,63%                                  |
| Romuni                                 | Romuni                                 |                                        | 2                                      | 0,42%                                  |
| Slovenci                               | Slovenci                               |                                        | 1                                      | 0,21%                                  |
| Neznano                                | Neznano                                |                                        | 2                                      | 0,42%                                  |